# دين كييلي
دين كييلي (بالإنجليزية: Dean Kiely) (مواليد 10 أكتوبر 1970) هو لاعب كرة قدم. يلعب مع منتخب جمهورية أيرلندا لكرة القدم. سبق له أن لعب في كأس العالم لكرة القدم مع منتخب بلاده.

## مسيرته الكروية
لعب دين كييلي خلال مسيرته الاحترافية مع 7 أندية في أربعة وعشرون موسمًا ولم يسجل خلالها أي هدف ضمن 664 مباراة. ولم يفز بأي موسم بالكأس أو بالدوري.
خاض دين كييلي مسيرته مع نادي كوفنتري سيتي في موسم 1989–90 لمدة موسم واحد، لم يشارك في أي مباراة ولم يسجل أي هدف. ثم انتقل إلى نادي يورك سيتي في موسم 1990–91 ليلعب معه ستة مواسم، حيث شارك في 210 مباراة ولم يسجل أي هدف أيضًا. لينتقل بعدها إلى نادي بوري في موسم 1996–97 واستمر معه طيلة ثلاثة مواسم، مشاركًا في 137 مباراة ولم يسجل أي هدف أيضًا. ثم انتقل إلى نادي تشارلتون أثلتيك في موسم 1999–00 ليلعب معه سبعة مواسم، مشاركًا في 222 مباراة ولم يسجل أي هدف أيضًا. هذا وانتقل لاحقًا إلى نادي بورتسموث في موسم 2005–06 لمدة موسم واحد، مشاركًا في 15 مباراة ولم يسجل أي هدف أيضًا. ثم انتقل بعدها إلى نادي وست بروميتش ألبيون في موسم 2006–07 ليلعب معه خمسة مواسم، مشاركًا في 69 مباراة ولم يسجل أي هدف أيضًا.

## روابط خارجية
- دين كييلي على موقع الاتحاد الدولي (مؤرشف)  (الإنجليزية)
- دين كييلي على موقع قاعدة بيانات كرة القدم.إي يو (الإنجليزية)
- دين كييلي على موقع بيانات كرة القدم. دي إي (الألمانية)
- دين كييلي على موقع ناشيونال فوتبول تيمز (الإنجليزية)
- دين كييلي على موقع Soccerbase.com (لاعب) (الإنجليزية)
- دين كييلي على موقع عالم كرة القدم.نت (الإنجليزية)
- دين كييلي على موقع كووورة